# Mistr Hanuš
Mistr Hanuš, tedy Jan, zvaný Růže († po roce 1497) byl pražský staroměstský zámečník, hodinář a orlojník Staroměstského orloje. Vstoupil do obecného povědomí hlavně díky Jiráskovým Starým pověstem českým, podle kterých měl být samotným tvůrcem Staroměstského orloje, tím však byl Mikuláš z Kadaně.

## Život
Dlouho byl mistr Hanuš znám pouze jako autor orloje (s odvoláním na spis Jana Táborského z Klokotské Hory), ale o životě nebylo známo nic. Teprve díky monumentálním pražským dějinám V. V. Tomka a bádání pražského archiváře Josefa Teige byl odhalen hodinář a orlojník Jan působící v 90. letech 15. století, který byl ztotožněn s Hanušem.
Mistr Hanuš pocházel z Hradce Králové. Jeho křestní jméno bylo Jan (odsud varianta Hanuš užívaná i v soudobých pramenech), později dostal příjmí Růže (v literatuře i z Růže, snad odkaz k jeho pitvornému obličeji). Znám je jeho bratr Jakub, který byl farářem u sv. Haštala a který Hanušovi koupil dům U prstenův (U prstenů) v Jilské ulici.
O jeho dřívějším působení v Praze není mnoho známo, nicméně je uváděn jako zámečník (v latinském prameni serratoris), snad byl tedy mistr řemesla zámečnického. V druhé polovině 15. století (doložen pro roky 1475/1476–1497) se stal pražským orlojníkem. Za jeho působení dostal orloj podobu, kterou známe dodnes (samozřejmě bez Mánesova zvěrokruhu). Jádro legendy, že Hanuš sestrojil orloj snad spočívá v okolnosti, že se mu podařilo po době úpadku orloje během husitských válek stroj znovu rozchodit a snad provést i mnohá vylepšení. Rozsah vylepšení není jistý, nicméně o Hanušově zručnosti ještě lépe svědčí to, že sestrojil v 90. letech orloj pro radnici v Jindřichově Hradci (který měl také původně ciferník na 24 hodin), za což dostal slušně zaplaceno.
Měl ženu Kateřinu a s ní syna Jakuba a dceru Annu. Předpokládá se, že jeho učedník a nástupce Jakub Čech z Platnéřské ulice, který se stal pražským orlojníkem v letech 1497-1526, mohl být totožný s Hanušovým synem Jakubem. Hanuš zemřel podle legendy v roce 1497, avšak jisté to není.

## Pověst
Do povědomí široké veřejnosti se dostala zejména legenda zpracovaná Aloisem Jiráskem v jeho Starých pověstech českých. Podle pověsti měl být Mistr Hanuš tvůrcem pražského orloje, konšelé ale měli dostat strach, aby podobný stroj nevytvořil jinde a nechali ho oslepit (podobná legenda se pojí i k saskému hodináři Antonu Pohlovi, kterému je připisováno autorství Olomouckého orloje). Hanuš poté rychle chřadl a když roku 1497 vycítil, že nadešel jeho čas, požádal orlojníka Jakuba, aby ho odvedl nahoru ke stroji, kde na stroj orloje položil ruku a tím stroj zastavil, načež sám zemřel.
Legenda byla zpracována například v animovaném filmu Kozí příběh - Pověsti staré Prahy.